# Saint-Louis-en-l'Isle
Saint-Louis-en-l'Isle è un comune francese di 260 abitanti situato nel dipartimento della Dordogna nella regione della Nuova Aquitania.

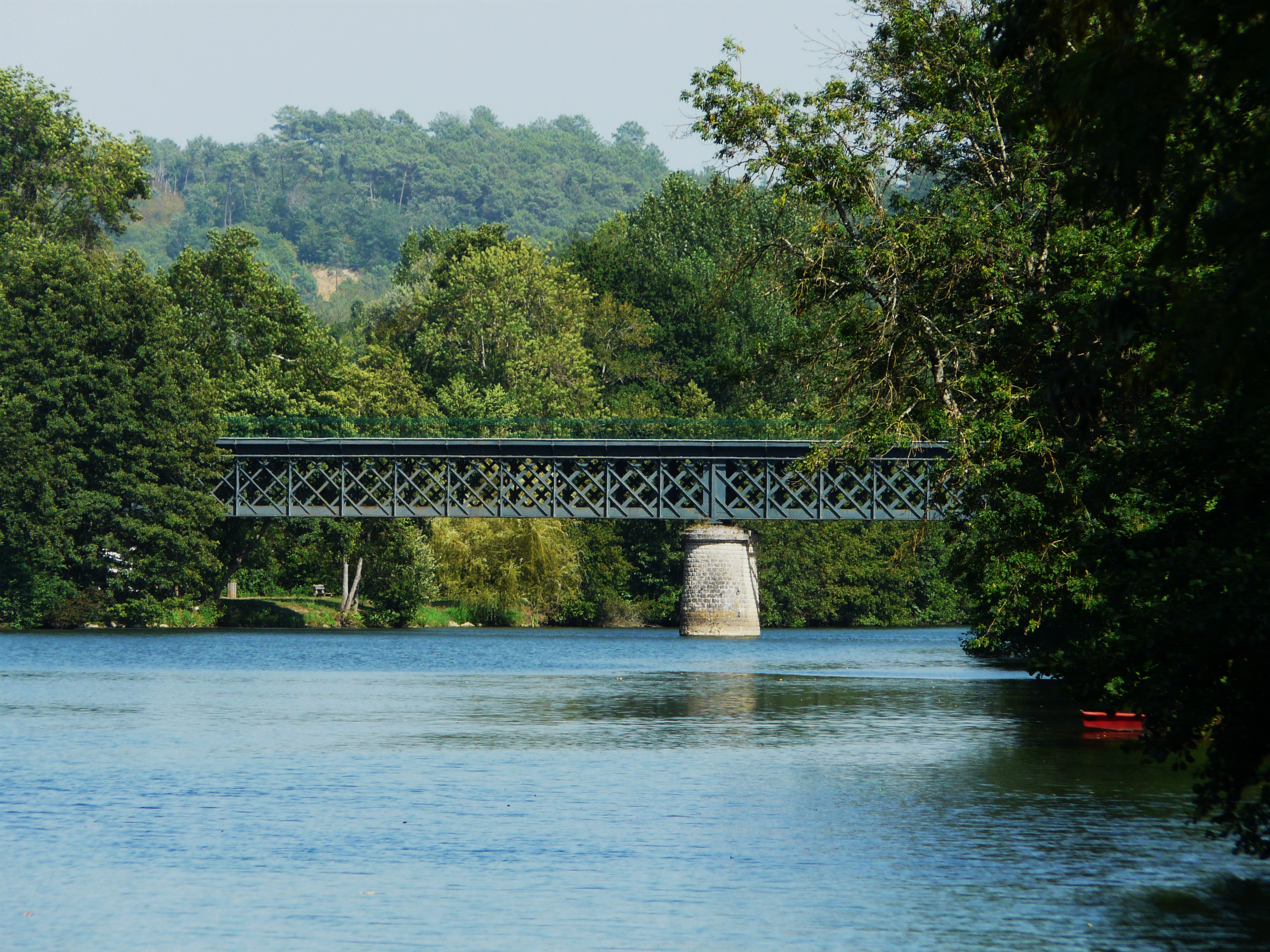
Ponte sull'Isle, visto da Sourzac

Saint-Louis-en-l'Isle è situata all'ovest del departamento della Dordogna. A l'est e al sud il territorio comunale è delimitato da un meandro del fiume Isle, che lo separa dal comune di Sourzac.

## Storia
Al XIII secolo, il sito cadeva sotto l'amministrazione della parrocchia di Sourzac, a sua volta sotto il controllo dell'abbazia di Charroux. Filippo il Bello, re di Francia, firma un atto nel 1308 con l'abbazia per poterci fondare un villaggio. Nel 1310 appare quindi il nome latinizzato nei documenti: Villa franca Sancti Ludovici. Vi sono vari santi col nome Luigi, ma si crede che il nome del paese faccia riferimento al re san Luigi, nonno di Filippo il Bello.
Durante la guerra dei cent'anni, Saint-Louis-en-l'Isle passò più volte dal dominio francese a quello inglese, fino a terminare nelle mani della famiglia Masperaud de Longa e infine in quelle dei Cosson.

## Società

### Evoluzione demografica
Abitanti censiti